# Championnat de Yougoslavie de football 1980-1981
Navigation
Saison précédente Saison suivante
La saison 1980-1981 du Championnat de Yougoslavie de football est la cinquante-deuxième édition du championnat de première division en Yougoslavie. Les dix-huit meilleurs clubs du pays prennent part à la compétition et sont regroupées en une poule unique où chaque formation affronte deux fois ses adversaires, à domicile et à l'extérieur. En fin de saison, les deux derniers du classement sont relégués et remplacés par les deux meilleures équipes de deuxième division.
C'est le club du FK Étoile rouge de Belgrade, tenant du titre, qui remporte à nouveau la compétition, en terminant en tête du classement final, avec deux points d'avance sur le Hajduk Split et trois sur le FK Radnicki Nis. C'est le 14e titre de champion de Yougoslavie de l'histoire du club.

## Les clubs participants
| - Partizan Belgrade - Dinamo Zagreb - FK Étoile rouge de Belgrade - Hajduk Split - FK Vojvodina Novi Sad - NK Rijeka - FK Radnicki Nis - FK Borac Banja Luka - Buducnost Titograd | - FK Velez Mostar - FK Napredak Kruševac - FK Vardar Skopje - NK Zagreb - Promu de D2 - FK Sarajevo - OFK Belgrade - Promu de D2 - FK Sloboda Tuzla - FK Zeljeznicar Sarajevo - Olimpija Ljubljana |

## Compétition

### Classement
Le classement est effectué en utilisant le barème classique (victoire à 2 points, match nul un point, défaite zéro point).
| Rang | Équipe                          | Pts | J  | G  | N  | P  | Bp | Bc | Diff |
| ---- | ------------------------------- | --- | -- | -- | -- | -- | -- | -- | ---- |
| 1    | FK Étoile rouge de Belgrade (T) | 44  | 34 | 15 | 14 | 5  | 62 | 31 | +31  |
| 2    | Hajduk Split                    | 42  | 34 | 16 | 10 | 8  | 57 | 36 | +21  |
| 3    | FK Radnicki Nis                 | 41  | 34 | 13 | 15 | 6  | 39 | 28 | +11  |
| 4    | FK Sloboda Tuzla                | 36  | 34 | 14 | 8  | 12 | 46 | 51 | -5   |
| 5    | Dinamo Zagreb                   | 35  | 34 | 12 | 11 | 11 | 44 | 38 | +6   |
| 6    | Buducnost Titograd              | 34  | 34 | 11 | 12 | 11 | 38 | 34 | +4   |
| 7    | NK Rijeka                       | 34  | 34 | 12 | 10 | 12 | 50 | 47 | +3   |
| 8    | FK Partizan Belgrade            | 34  | 34 | 9  | 16 | 9  | 43 | 41 | +2   |
| 9    | FK Velez Mostar (C)             | 34  | 34 | 13 | 8  | 13 | 44 | 47 | -3   |
| 10   | FK Vojvodina Novi Sad           | 34  | 34 | 13 | 8  | 13 | 37 | 40 | -3   |
| 11   | FK Vardar Skopje                | 33  | 34 | 11 | 11 | 12 | 41 | 48 | -7   |
| 12   | Olimpija Ljubljana              | 32  | 34 | 8  | 16 | 10 | 29 | 33 | -4   |
| 13   | FK Sarajevo                     | 32  | 34 | 12 | 8  | 14 | 47 | 53 | -6   |
| 14   | FK Zeljeznicar Sarajevo         | 32  | 34 | 11 | 10 | 13 | 42 | 51 | -9   |
| 15   | OFK Belgrade (P)                | 30  | 34 | 8  | 14 | 12 | 34 | 39 | -5   |
| 16   | NK Zagreb (P)                   | 30  | 34 | 11 | 8  | 15 | 43 | 55 | -12  |
| 17   | FK Borac Banja Luka             | 29  | 34 | 10 | 9  | 15 | 35 | 44 | -9   |
| 18   | FK Napredak Kruševac            | 22  | 34 | 9  | 8  | 17 | 45 | 60 | -15  |

|  | Qualification pour la Coupe d'Europe des clubs champions 1981-1982                                |
|  | Qualification pour la Coupe des Coupes 1981-1982                                                  |
|  | Qualification pour la Coupe UEFA 1981-1982                                                        |
|  | Relégation directe en deuxième division                                                           |
|  | (T) : Tenant du titre (C) : Vainqueur de la Coupe de Yougoslavie (P) : Promu de deuxième division |

## Bilan de la saison
| Championnat de Yougoslavie de football 1980-1981                        |                                         |
| Champion                                                                | FK Étoile rouge de Belgrade (14e titre) |
| Coupes et trophées                                                      |                                         |
| Vainqueur de la Coupe de Yougoslavie 1980-1981                          | FK Velez Mostar                         |
| Qualifications continentales                                            |                                         |
| Coupe d'Europe des clubs champions 1981-1982                            | FK Étoile rouge de Belgrade             |
| Coupe des Coupes 1981-1982                                              | FK Velez Mostar                         |
| Coupe UEFA 1981-1982                                                    | Hajduk Split                            |
| Coupe UEFA 1981-1982                                                    | FK Radnicki Nis                         |
| Promotions et relégations                                               |                                         |
| Promus en Prva Liga                                                     | FK Teteks Tetovo                        |
| Promus en Prva Liga                                                     | NK Osijek                               |
| Relégués en Championnat de Yougoslavie de football de deuxième division | FK Borac Banja Luka                     |
| Relégués en Championnat de Yougoslavie de football de deuxième division | FK Napredak Krusevac                    |